# هولوفونیک
هولوفونیک نوعی سیستم ضبط دوگوشی است که توسط هوگو زوکارلی ابداع شده‌است. این سامانه از نوار استریو برای تولید نوعی افکت استفاده می‌کند که باعث می‌شود شنونده‌ای که هدفون به سر دارد، احساس کند صداها پیرامون سرش در حال حرکت هستند. این فرایند به مهندس صوت اجازه می‌دهد تا صدا را طوری شبیه‌سازی کند که بتواند آن را به میل خود از پشت سر، اطراف و روبروی شنونده پخش کند. پینک فلوید در برش نهایی و راجر واترز در مزایا و معایب اتو مرسی، از این روش ضبط استفاده کرده‌اند؛ و این سیستم در تعدادی موسیقی متن فیلم و سریال، موسیقی عامه‌پسند، تلویزیون و پارک‌ها استفاده شده‌است.
در سال ۱۹۸۳، مقاله‌ای به قلم زوکارلی در مورد این فرضیه علمی این سیستم صوتی، در مجلهٔ نیو ساینتیست به چاپ رسید. در پایان مقاله دو جمله اضافه شد که فرضیه زوکارلی و توانایی علمی او را زیر سؤال می‌برد.